# اما ویلکینز
اما ویلکینز (به انگلیسی: Emma Wilkins) (زادهٔ ۱ فوریهٔ ۱۹۹۱) شناگر اهل بریتانیا است.